# Eugen Hillengass
Eugen Georg Hillengass SJ (* 14. August 1930 in Frankfurt am Main; † 15. August 2023 in München) war ein deutscher Ordensgeistlicher. Er war Gründungsgeschäftsführer des katholischen Osteuropa-Hilfswerks Renovabis.

## Leben
Eugen Hillengass stammte aus einer Hoteliersfamilie aus Frankfurt am Main und besuchte nach dem Krieg die Internatsschule im Kolleg St. Blasien. 1950 trat er in den Jesuitenorden ein und empfing 1962 nach seinem Studium der Philosophie in München und Theologie in Innsbruck die Priesterweihe. In München, Mannheim und Cleveland/Ohio studierte er anschließend Betriebswirtschaftslehre und erhielt 1969 an der LMU seinen Abschluss als Diplom-Kaufmann. Von 1968 bis 1971 war er Socius des Provinzials der Süddeutschen Jesuitenprovinz in München. 1971 siedelte er nach Rom über und wurde dort 1972 Generalökonom und Generalschatzmeister des Jesuitenordens an dessen Generalkurie in Rom und arbeitete eng mit den Generaloberern Pedro Arrupe und Peter Hans Kolvenbach zusammen. 1979 wurde er in den Aufsichtsrat der vom Ökumenischen Rat der Kirchen (Weltkirchenrat) in Genf gegründeten Ökumenischen Entwicklungsgesellschaft gewählt. 1985 wurde er zudem Berater an der Präfektur für die ökonomischen Angelegenheiten des Heiligen Stuhls. Von 1979 bis 1984 war er Mitglied des Aufsichtsrates von Oikocredit (Oikocredit Ecumenical Development Cooperative Society – EDCS), einem genossenschaftliche Kreditinstitut zur Förderung sozialer und ökologischer Projekte, hauptsächlich in Entwicklungsländern, mit Sitz im niederländischen Amersfoort. 1990 wurde Hillengass Konsultor der Präfektur für die wirtschaftlichen Angelegenheiten des Apostolischen Stuhls.
1993 war er Gründungsmitglied der Solidaritätsaktion der deutschen Katholiken mit den Menschen in Mittel- und Osteuropa und von 1993 bis 2002 erster Leiter von Renovabis, einem neu gegründeten Hilfswerk der römisch-katholischen Kirche in Deutschland zur Stärkung von Kirchen und Gesellschaften in Mittel-, Ost- und Südosteuropa mit Sitz in Freising, das inzwischen in 29 Ländern Mittel-, Ost- und Südosteuropas und je nach Definition 50 bis 150 verschiedene Ethnien, über 70 verschiedene Sprachen und Dialekte, unterschiedliche Kirchen und Religionsgemeinschaften engagiert ist.

„Europa ist größer als die Europäische Union und endet nicht an der Neiße oder Weichsel.“

Von 2002 bis 2009 hatte Hillengass die Leitung der Projektförderung der Deutschen Provinz der Jesuiten in München inne. Zuletzt lebte er im Alten- und Pflegeheim Sankt Michael der Barmherzigen Schwestern vom heiligen Vinzenz von Paul. Eugen Hillengass starb einen Tag nach seinem 93. Geburtstag in München.
Der Name von Hillengass tauchte im Zusammenhang eines Missbrauchsskandals bei Renovabis auf. 2022 wurde bekannt, dass ein vorbestrafter deutscher Priester in der Ukraine Minderjährige missbraucht hatte. Dieser Geistliche war ab 1995 tageweise am Hauptsitz von Renovabis in Freising ehrenamtlich beschäftigt. Über sein Vorleben sei nur der damalige Hauptgeschäftsführer Hillengass informiert gewesen. Die genaueren Umstände konnten bislang nicht aufgeklärt werden.

## Ehrungen und Auszeichnungen
- 2003: Ehrendoktorwürde der theologischen Fakultät der Katholische Universität Eichstätt-Ingolstadt[10]